# جون كورتيس (لاعب كرة قاعدة)
جون كورتيس (بالإنجليزية: John Curtis) هو لاعب كرة قاعدة أمريكي، ولد في 9 مارس 1948 في نيوتن في الولايات المتحدة.

## وصلات خارجية
- جون كورتيس على موقع دوري كرة القاعدة الرئيسي (الإنجليزية)
- جون كورتيس على موقعبيزبول رفرنس.كوم (الدوري الرئيسي) (الإنجليزية)
- جون كورتيس على موقعبيزبول رفرنس.كوم (الدوري الثانوي) (الإنجليزية)
- جون كورتيس على موقع إي إس بي إن.كوم (أم.أل.بي) (الإنجليزية)
- جون كورتيس على موقع مشجعي الرسوم البيانية (الإنجليزية)